# Papilio inopinatus
Papilio inopinatus là một loài bướm thuộc họ Bướm phượng (Papilionidae). 
Loài Papilio inopinatus được mô tả năm 1883 bởi Butler. Loài bướm Papilio inopinatus sinh sống ở .

## Hình ảnh

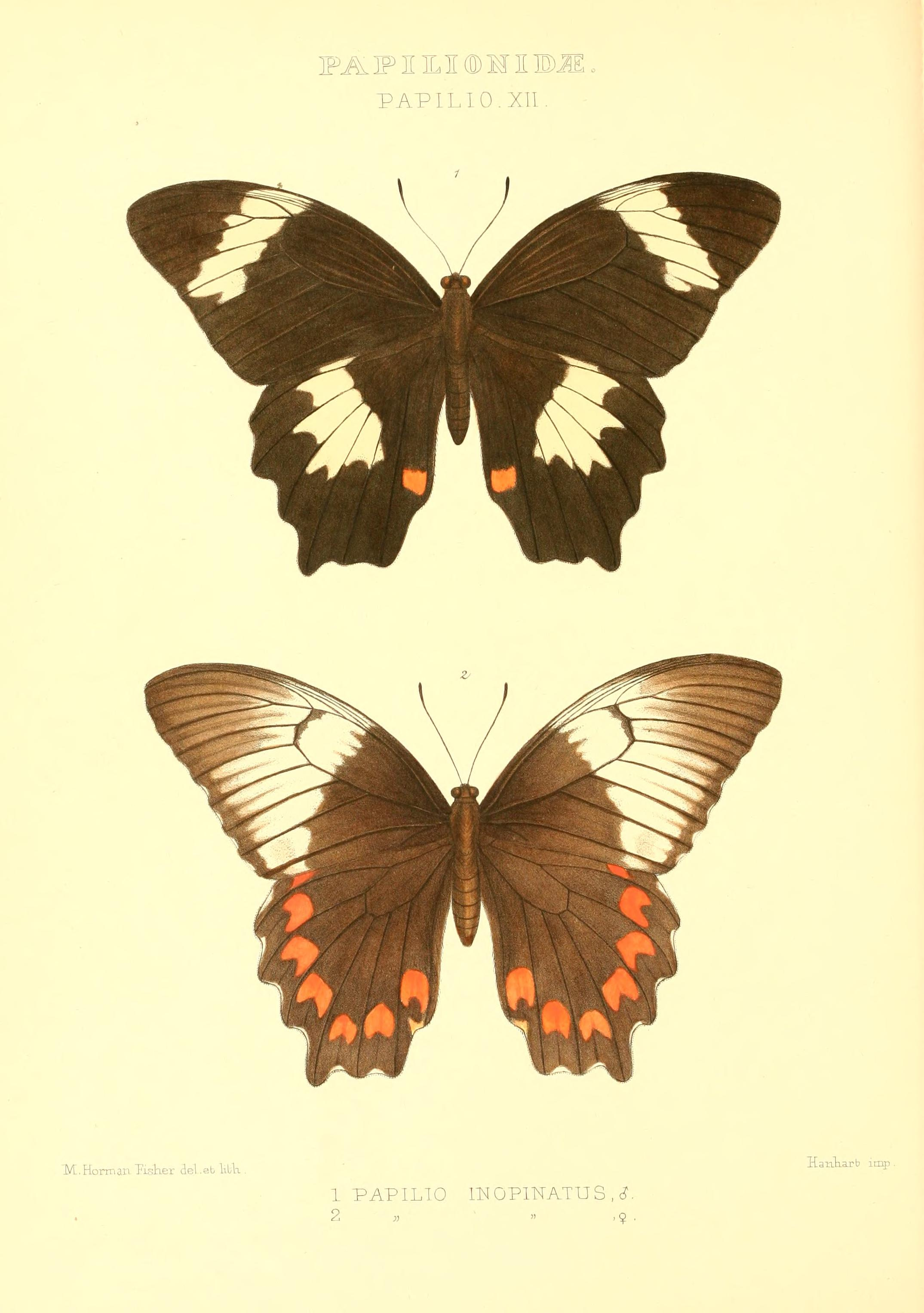